# 埃劳夫河畔普尔格施塔尔
埃劳夫河畔普尔格施塔尔是奥地利下奥地利州沙伊布斯县的一个市镇。总面积55.88平方公里，总人口5284人，人口密度94.6人/平方公里（2005年）。